# Piroșa, Sălaj
Piroșa este un sat în comuna Băbeni din județul Sălaj, Transilvania, România.
Despre satul Piroșa primele însemnări apar în documente din anul 1603, sub denumirea de Pirosfalva.

## Atracții turistice
- Biserica de lemn "Sfinții Arhangheli Mihail și Gavriil" construită în anul 1862, monument istoric.[4]